# 八潮南出入口

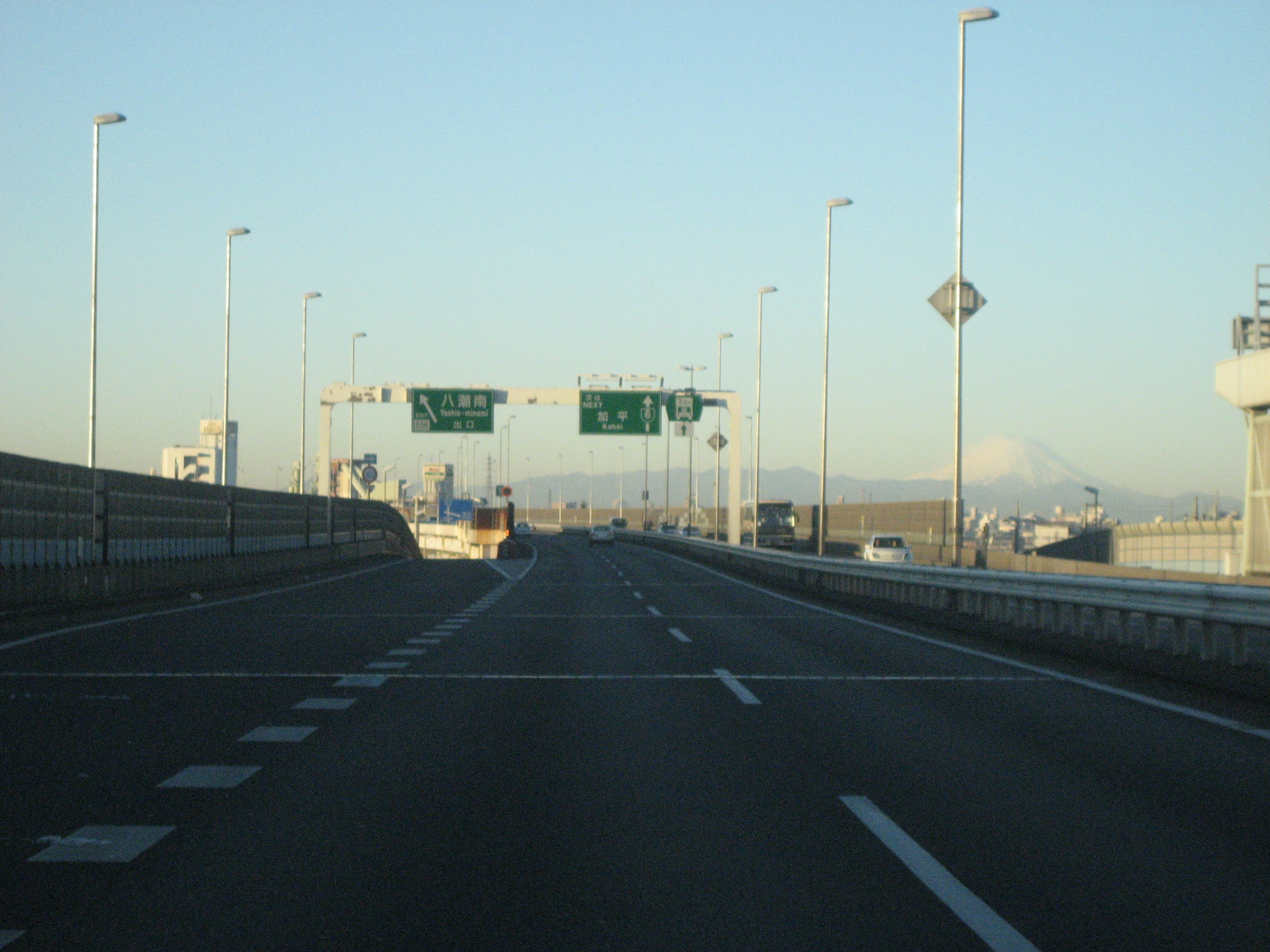
上り出口

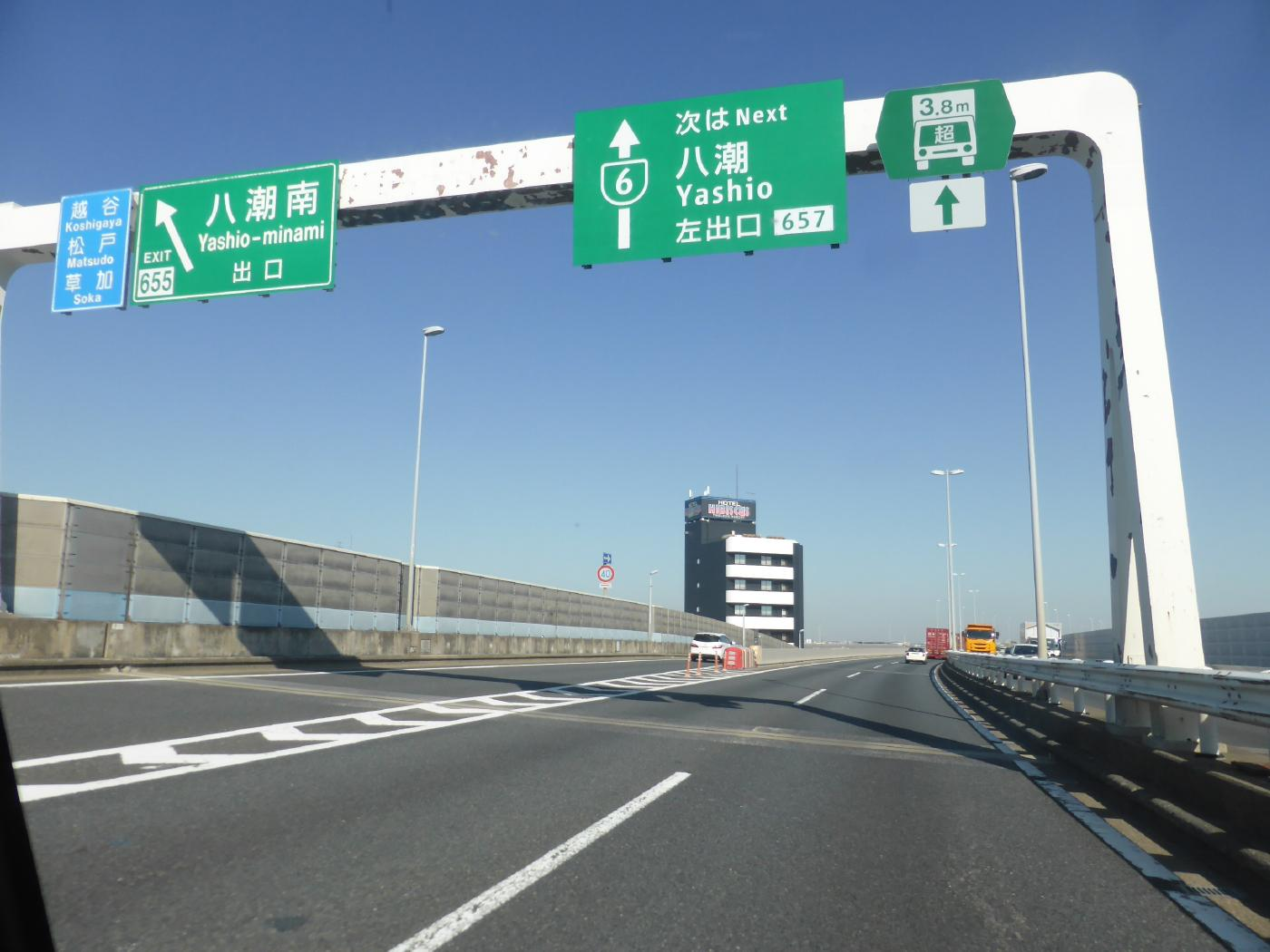
下り出口（655）と三郷JCT方面（八潮出口（657））の分岐点

八潮南出入口（やしおみなみでいりぐち）は埼玉県八潮市にある首都高速道路6号三郷線の出入口である。上下線双方の出口・入口とも設置されているフルインターチェンジである。

## 連絡している道路
- 埼玉県道102号平方東京線
- 埼玉県道115号越谷八潮線
- 埼玉県道116号八潮三郷線

## 料金所

### 三郷方面
三郷方面については、
- レーン数：2 
  - 一般・ETC：1
  - 閉鎖中：1

となっている。

### 銀座方面
銀座方面、
- レーン数：2 
  - ETC専用：1
  - 一般・ETC：1

となっている。

## 隣
首都高速6号三郷線
(651,652,653,654)加平出入口 - (655,656)八潮南出入口 - 八潮PA - (657)八潮出入口